# 真菌免疫調節蛋白質
真菌免疫調節蛋白質 (英語：fungal immunomodulatory protein, FIP)，也被稱為真菌免疫調節蛋白。它是在真菌中發現的一種具有免疫調節活性的蛋白質，因而得名。真菌免疫調節蛋白質屬於免疫球蛋白 (immunoglobulin, Ig) 家族，其特點是結構與人的抗體類似，可以與人類的外周血单个核细胞 (peripheral blood mononuclear cell, PBMC) 作用，使這些細胞分泌各種細胞激素與調節這些細胞的活性。因此，真菌免疫調節蛋白質具有醫藥應用的潛力。

## 歷史

### 發現
第一個發現的真菌免疫調節蛋白質，是在 1989 年由日本科學家 Kohsuke Kino 等人從新鮮靈芝 (赤芝，Ganoderma lucidum) 菌絲體的水萃物中發現的，並命名為 Ling Zhi-8 (LZ-8)。
而後，科學家從各種不同的真菌中，鑑定出一系列具有類似的結構與功能的蛋白質，並正式命名為真菌免疫調節蛋白質 (fungal immunomodulatory protein, FIP)。

### 結構
真菌免疫調節蛋白質的一級結構是由 110-125 個胺基縮組成的單鏈蛋白質，分子量大約是 13 kDa。二級結構是由 1-3 個 α-螺旋、7-9 個 β-摺板、與一些無規捲曲。三級結構形成類球蛋白，在氮端有 1 個 α-螺旋，接著有 1 個 β-摺板 - 這個是關鍵的保守結構，與真菌免疫調節蛋白質的活性功能有關；碳端主要是由 7 個 β-摺板組成的三明治構型。四級結構是藉由真菌免疫調節蛋白質氮端的 α-螺旋和 β-摺板，讓兩個單體已非共價鍵結 (疏水性作用力) 形成二聚體。當失去氮端的結構時，真菌免疫調節蛋白質無法形成二聚體，也會失去生理活性。

### 機制
真菌免疫調節蛋白質與免疫細胞膜上的受體 (TCR/CD3, TLR2/TLR4) 作用，透過 Src-MAPK 和 NF-κB 啟動細胞激素分泌和調控胞內基因表現。

## 下屬蛋白質家族成員
除了在靈芝中發現了真菌免疫調節蛋白質，在其他真菌中也發現了具有類似結構與功能的蛋白質。包括：
- 靈芝 (G. lucidum) 的 LZ-8
- 靈芝 (G. lucidum) 的 LZ-9 (NCBI PMID 23627727)
- 松杉靈芝 (G. tsugae) 的 FIP-gts
- 紫芝 (G. sinensis) 的 FIP-gsi
- 小孢子靈芝 (G. microsporum) 的 GMI 小孢子靈芝免疫調節蛋白質 (FIP-gmi)
- 雲芝 (Trametes versicolor) 的 FIP-tve
- 茯苓 (Poria cocos) 的 FIP-pcp
- 金針菇 (Flammulina velutipes) 的 FIP-fve
- 草菇 (Volvariella volvacea) 的 FIP-vvo
- 牛樟芝 (Antrodia camphorate) 的 FIP-aca
- 虎乳芝 (Lignosus rhinocerotis) 的 FIP-lrh
- 羊肚菌 (Morchella conica) 的 FIP-mco